# Aleksandar Nikolić
Pour les articles homonymes, voir Nikolić.
Cet article concerne le joueur puis entraîneur yougoslave de basket-ball. Pour l'homme politique français, voir Aleksandar Nikolic.
Aleksandar Nikolić (en serbe : Александар Николић) est un joueur puis entraîneur yougoslave de basket-ball, né le 28 octobre 1924 à Sarajevo et mort le 12 mars 2000 à Belgrade. Il est d'origine serbe. Il est considéré comme le père du basket-ball yougoslave et serbe ; il était surnommé « le Professeur » ou « le Sergent de Fer ». En 2016, la Hala Pionnir a été renommée en son honneur.

## Club
Joueur
- 1942-1943 : Obilic
- 1945-1946 : Partizan Belgrade
- 1946-1949 : Étoile rouge de Belgrade
- 1949 : Équipe nationale de Yougoslavie (13 matchs)
- 1949-1950 : Zeleznicar
- 1950-1951 : BSK Belgrade

Entraîneur
- 1954-1956 : Partizan Belgrade
- 1961-1963 : OKK Belgrade
- 1964-1967 : Petrarca (Padoue, Italie)
- 1967-1969 : Étoile rouge de Belgrade
- 1969-1973 : Ignis Varese
- 1973-1974 : Étoile rouge de Belgrade
- 1974-1976 : Fortitudo Bologne
- 1978-1980 : KK Borac Čačak
- 1980-1982 : Virtus Sinodyne Bologne
- 1982-1983 : Reyer Maschile Venezia
- 1983-1984 : Scavolini Pesaro
- 1984-1985 : Pallalcesto Amatori Udine

## Palmarès
Joueur
- Champion de Yougoslavie 1947, 1948, 1949

Entraîneur

### Équipe nationale
- Championnat du monde
  -  médaille d'or en 1978
- Championnat d'Europe
  -  médaille d'or en 1977
  -  médaille d'argent en 1961

### Club
Compétitions internationales 
- Coupe des Champions 1970, 1972, 1973
- Vainqueur de la Coupe intercontinentale 1970, 1973

 Compétitions nationales 
- Champion d'Italie 1970, 1972, 1973
- Vainqueur de la Coupe d'Italie 1970, 1971, 1973

### Récompenses personnelles
- Entraîneur européen de l'année 1966, 1976